# Xouaxange
Xouaxange é uma comuna francesa na região administrativa de Grande Leste, no departamento de Mosela. Estende-se por uma área de 5,16 km². Em 2010 a comuna tinha 310 habitantes (densidade: 60,1 hab./km²).